# Altpreußisches Königsberger Land-Regiment KL
Das Königsberger Land-Regiment war ein Infanterieregiment der altpreußischen Armee.

## Geschichte
Das Königsberger Land-Regiment wurde 1729 durch König Friedrich Wilhelm I. aufgestellt. 1730 hatte das Regiment eine Stärke von vier Kompanien erreicht. Nachdem es im Siebenjährigen Krieg 1757 beim Einmarsch der Russen in Ostpreußen vor Memel erhebliche Verluste erlitten hatte, erfolgte eine Teilauflösung und Neuaufstellung des Regiments. 1788 wurde das Königsberger Land-Regiment aufgelöst.

## Organisation, Stärke und Verwendung
Die Mannschaftsdienstgrade galten ohne Ausnahme als unbesoldet permanent beurlaubt. Die meiste Zeit des Jahres hielten sie sich in ihren Heimatorten auf, nur einmal jährlich wurden sie für 14 Tage zum Exerzieren in Königsberg zusammengezogen. In dieser Zeit erhielten sie Sold, und ebenso, wenn sie zu anderen Anlässen zum Einsatz kamen. Die Offiziere, Unteroffiziere und Tambours taten ganzjährig Dienst, waren jedoch dauerhaft auf Halbsold gesetzt. Die Bestimmung der Truppe war ein zweites Aufgebot, was sich vor allem darin begründete, dass es zu großen Teilen aus nicht mehr feldverwendungfähigen, invalidisierten, ausgemusterten oder strafversetzten Soldaten und Offizieren bestand. Das Land-Regiment war als letztes unter den preußischen Truppen gelistet und sollte nur im Ausnahmefall in Kriegszeiten lokal defensiv in Erscheinung treten.

## Kampfhandlungen
Vom 28. Juni bis 5. Juli 1757 war das Land-Regiment an den Kampfhandlungen vor Memel beteiligt.

## Uniformierung
Die Uniformierung war durch gelbe offene Aufschläge und Kragen sowie blaue Unterkleider gekennzeichnet.

## Regimentschefs
- 1730–1731: Oberst Karl Friedrich von Fehr
- 1731–1743: Oberst Kasper von Fresin
- 1745–1756: Oberst Hans Albrecht von Polenz
- 1756–1765: Oberst Bernhard Friedrich von Hülsen
- 1765–1765: Oberst Christoph Friedrich von Rentzell
- 1766–1775: Oberstleutnant Albrecht Friedrich von Borck
- 1775–1777: Oberstleutnant Franz Wilhelm von Iselstein
- 1777–1788: Oberstleutnant Friedrich Sigmund von Sommerfeld